# HD 72337
HD 72337 är en ensam stjärna i den mellersta delen av stjärnbilden Flygfisken. Den har en skenbar magnitud av ca 5,51 och är svagt synlig för blotta ögat där ljusföroreningar ej förekommer. Baserat på parallax enligt Gaia Data Release 2 på ca 11,4 mas, beräknas den befinna sig på ett avstånd på ca 286 ljusår (ca 88 parsek) från solen. Den rör sig bort från solen med en heliocentrisk radialhastighet på ca 13 km/s.

## Egenskaper
HD 72337 är en vit till blå stjärna i huvudserien av spektralklass A0 V, även vissa källor anger spektralklass B9 V. Den har en massa som är ca 2,7 solmassor, en radie som är ca 2,3 solradier och har ca 52 gånger solens utstrålning av energi från dess fotosfär vid en effektiv temperatur av ca 9 700 K.